# جانواريا أميرة البرازيل
جانواريا أميرة البرازيل (بالبرتغالية: Januária Maria de Bragança‏) (11 مارس 1822 - 13 مارس 1901) أميرة برازيلية فهي الإبنه الثاني لبيدرو الأول إمبراطور البرازيل وماريا ليوبولدينا من النمسا.